# Розинкевич, Дмитрий Васильевич
Дмитрий Васильевич Розинкевич (род. 1 октября 1974, Светлый, Калининградская область) — выпускник Российского государственного университета им. Иммануила Канта, заслуженный мастер спорта России (академическая гребля, восьмёрка).
Бронзовый призёр Летних Олимпийских игр 1996, чемпионата мира (1999), Кубков мира (1997—1998). Первый тренер — В. Хилюк. В сборной команде России с 1992 года.
Выступает за СК Вооружённых сил РФ.

## Биография

### Начало карьеры
Спортом начал заниматься в 1988 г. Первый тренер — В. Хилюк. На чемпионате мира 1995 г. занял 4-е место. Серебряный призёр чемпионата России 1995 г.

### Олимпийские Игры 1996 в Атланте

#### Данные по состоянию на 1996 г.
Рост/Вес: 201 см/95 кг

#### Состав восьмёрки на Олимпийских играх 1996 года в Атланте
1. Николай Аксёнов
2. Владимир Володенков
3. Андрей Глухов
4. Александр Лукьянов, рулевой
5. Сергей Матвеев
6. Павел Мельников
7. Роман Монченко
8. Дмитрий Розинкевич
9. Антон Чермашенцев

### Личная жизнь

#### Семья
Отец — Василий Евтихович, мать — Мария Петровна. Женат в третий раз, жену зовут Галина. Имеет дочь от первого брака.

#### Образование
Образование высшее. Окончил Российский государственный университет им. Иммануила Канта, факультет физической культуры и спорта.

## Награды
- Медаль ордена «За заслуги перед Отечеством» II степени (6 января 1997 года) — за заслуги перед государством и высокие спортивные достижения на XXVI летних Олимпийских играх 1996 года[3]

#### Хобби
Рыбалка